# Prima battaglia di Falluja
La prima battaglia di Falluja, nota anche con il nome in codice Operazione Vigilant Resolve, è stata un’operazione lanciata dagli Stati Uniti nell’aprile 2004 per occupare la città di Falluja e catturare o uccidere i responsabili dell’omicidio di quattro contractors di Blackwater USA nella città e di cinque soldati americani nei pressi di Habbaniyah.

## Antefatti
In seguito alla caduta del regime di Saddam Hussein nel 2003 la guida della città di Falluja fu affidata al filoamericano Taha Bidaywi Hamed, che riuscì a preservare la città dalle razzie. Il 28 aprile 2003 circa 200 persone si sono radunate durante il coprifuoco fuori da una scuola per chiedere che le truppe americane la abbandonassero per poterne riavviare le attività; la situazione è degenerata quando uomini della 82nd Airborne Division hanno aperto il fuoco contro i manifestanti, in risposta a spari provenienti dalla folla, uccidendone 17 e ferendone 70. Il 30 aprile, in un episodio analogo, uomini del 3rd Cavalry Regiment aprirono il fuoco contro manifestanti radunati davanti alla ex sede del partito Ba’th per manifestare contro la sparatoria avvenuta due giorni prima, causando altri 3 morti e almeno 16 feriti.

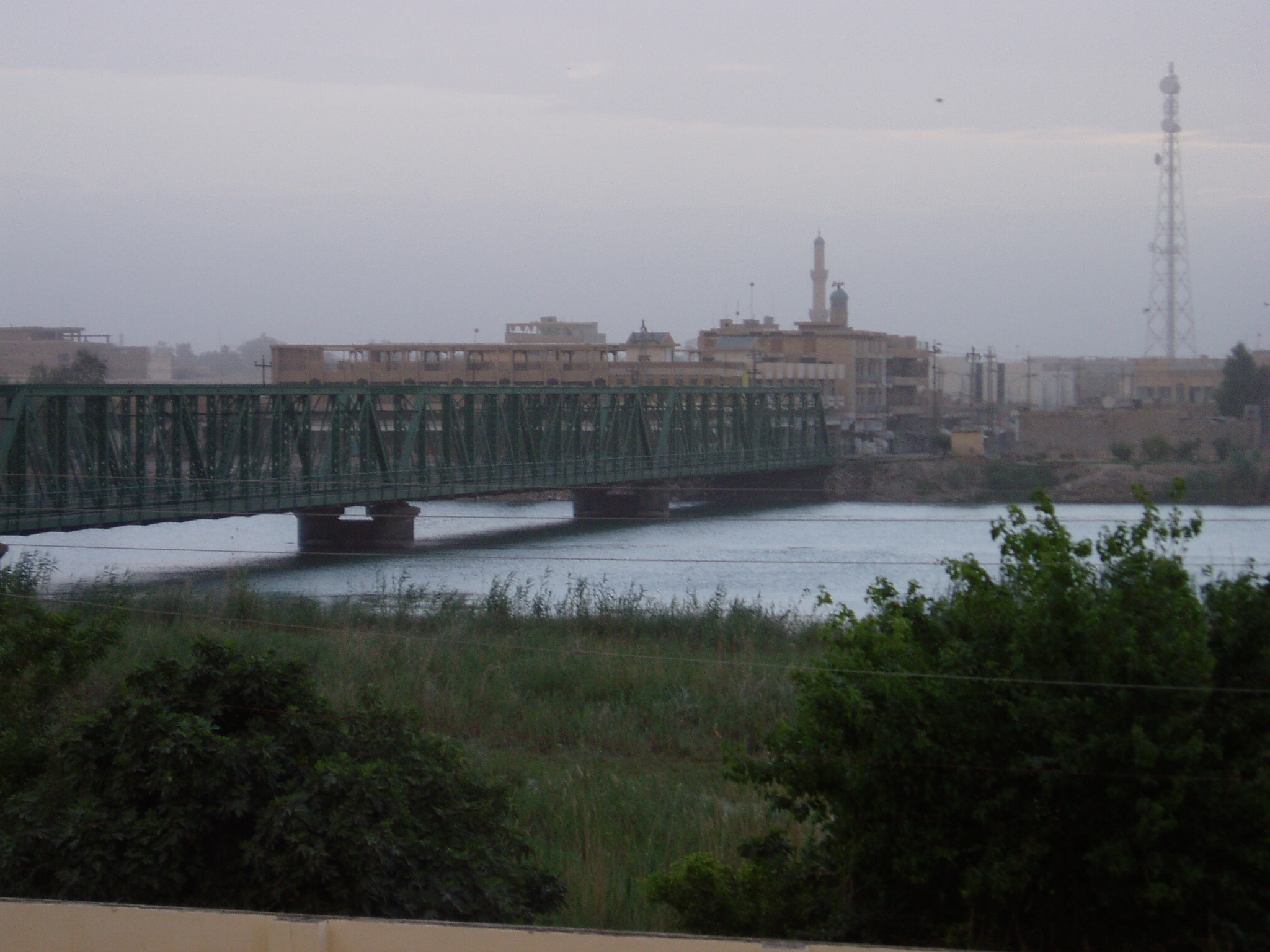
Vista di Falluja nell'aprile 2004 con in primo piano il ponte sul quale furono appesi i cadaveri dei contractors

Il 4 giugno 2003 militari della 101st Airborne Division vennero attaccati con RPG mentre si preparavano a rientrare dopo una pattuglia subendo 1 vittima e 6 feriti; in seguito a questo attacco vennero inviate 1 500 truppe in risposta a crescente attività ostile a Falluja e Habbaniyah. Dal mese di giugno le forze armate americane iniziarono a sequestrare motociclette per prevenire attacchi mordi e fuggi.
Ad inizio 2004 la città era diventata una roccaforte degli insorti; il 14 febbraio gli insorti hanno attaccato tre stazioni di polizia, una base di difesa civile e gli uffici del sindaco, uccidendo 17 poliziotti e liberando decine di prigionieri a fronte di 4 morti tra i propri ranghi. Nel febbraio 2004 l'82nd Airborne Division venne sostituita dalla I Marine Expeditionary Force.
La mattina del 31 marzo 2004 una squadra di guastatori della 1st Infantry Division impegnata in operazioni di bonifica da ordigni rimase coinvolta, nei pressi di Habbaniyah, in un’esplosione che causò la morte di 5 operatori. Poche ore dopo, 4 membri della compagnia militare privata Blackwater USA vennero uccisi in un’imboscata a Falluja mentre scortavano un convoglio che trasportava cibo e i loro corpi sono stati bruciati, trascinati per la città e appesi a un ponte dalla folla. Il responsabile dell’imboscata era inizialmente ritenuto essere Abu Musab al-Zarqawi, ma a causa della quantità di immagini diffusa l’intelligence concluse che dietro l’attacco ci fosse Ahmad Hashim Abd al-Isawi.

## Svolgimento della battaglia

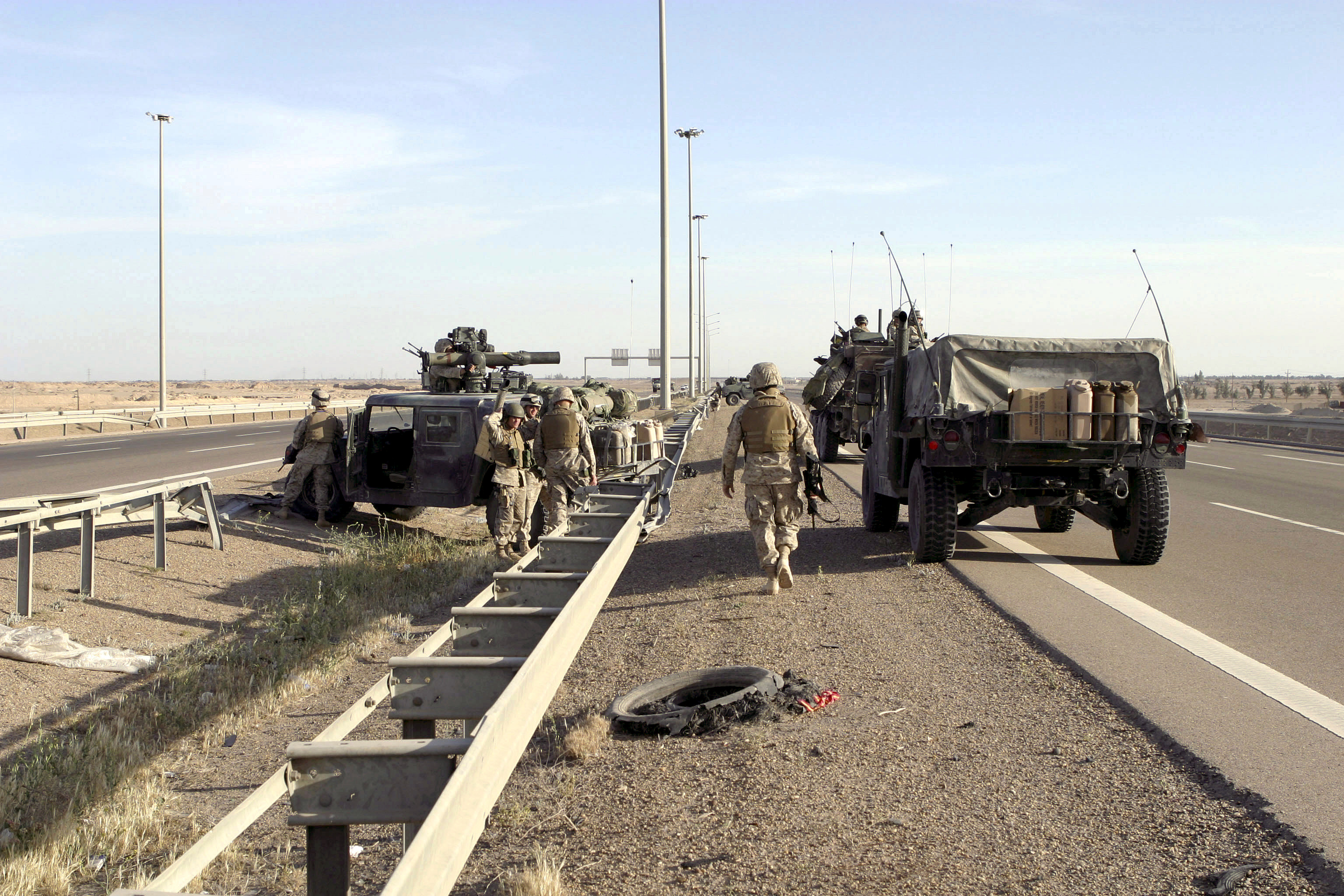
Blocco di un'autostrada in ingresso a Falluja da parte di uomini della 1st Marine Division

Il 1º aprile il generale Mark Kimmitt, vicedirettore delle operazioni americane in Iraq, disse che Falluja sarebbe stata pacificata. Il 3 aprile il tenente generale Ricardo Sanchez, comandante della Coalizione multinazionale in Iraq, autorizzò l’operazione Vigilant Resolve.
La notte tra il 3 e il 4 aprile la città venne accerchiata da circa 1 300 marines del I Marine Expeditionary Force e da 2 000 tra forze di polizia irachene e Iraqi Civil Defense Corps; in totale vennero allestiti 12 checkpoint, 7 controllati dagli iracheni e 5 dagli americani. Le strade di accesso alla città vennero bloccate, la stazione radio locale venne occupata e alla popolazione vennero distribuiti volantini nei quali si invitavano i civili a restare nelle proprie case e a collaborare con le forze armate. Le posizioni occupate divennero fin da subito bersaglio degli insorti e presto le forze paramilitari irachene le abbandonarono, talvolta unendosi agli insorti, venendo sostituite da 400 commando dell’Al-Quwwat al-Barriyya al-ʿIrāqiyya.

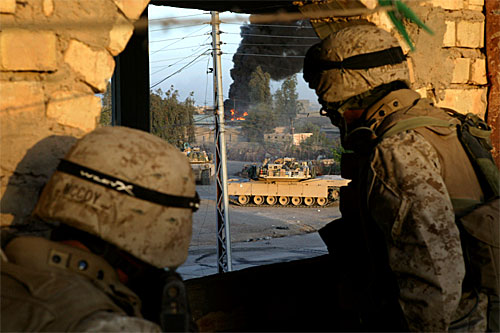
Marines osservano un M1A1 Abrams mentre attacca edifici occupati da insorti

L'attacco alla città iniziò il 6 aprile quando il 2º battaglione del 1st Marine Regiment e il 1º battaglione del 5th Marine Regiment entrarono in città da nord-ovest e da ovest. Durante le notti diversi reparti di marines si infiltravano in città da nord e da sud-est per esporre le postazioni degli insorti. L’8 aprile il 3º battaglione del 4th Marine Regiment, inquadrato nel 7th Marine Regiment, si unì all’offensiva penetrando in città da nord-est.
Il 9 aprile Lewis Paul Bremer annunciò un cessate il fuoco unilaterale per permettere al Consiglio di governo iracheno di iniziare un negoziato con gli insorti e i rappresentanti della città per consentire al governo di rifornire di viveri la città dopo che diversi convogli rimasero bloccati dall’accerchiamento; il cessate il fuoco fu influenzato anche dalla monopolizzazione dei media da parte degli insorti: oltre alla propaganda diffusa sui media tradizionali, che distribuivano comunicati di presunte violenze da parte della Coalizione, gli unici giornalisti non militari rimasti in città erano di Al Jazeera e rimarcavano l’uso eccessivo della forza da parte dei marines. Il cessate il fuoco venne utilizzato da entrambi gli schieramenti per rinforzare le proprie posizioni in città. Gli insorti violarono ripetutamente il cessate il fuoco attaccando le truppe della Coalizione.

### Ritiro della Coalizione
Il 25 aprile i generali Conway e Mattis si incontrarono con alcuni ex generali dell’esercito iracheno con lo scopo di attivare una nuova unità militare operativa a Falluja, la Fallujah Brigade. Il 30 aprile gli americani iniziarono a ritirarsi dalla città passando il controllo delle operazioni alla neonata unità, che si dissolse entro settembre e i cui appartenenti si unirono agli insorti insieme all'equipaggiamento ricevuto dalla Coalizione.

## Conseguenze
La disgregazione della Fallujah Brigade e la conseguente perdita del controllo di Falluja portarono alla seconda battaglia di Falluja nel novembre 2004, nella quale la Coalizione riuscì a occupare la città.
L’opinione pubblica venne influenzata da questa battaglia, in quanto i principali nemici della Coalizione non erano più percepiti come i lealisti di Saddam Hussein ma gli insorti e in quanto, dopo la disgregazione della Fallujah Brigade, vennero sollevati dubbi sull’affidabilità delle unità militari formate localmente.